# Igor Korneyev
Igor Sergeyevich Korneyev (tiếng Nga: Игорь Сергеевич Корнеев; sinh ngày 26 tháng 4 năm 1993) là một cầu thủ bóng đá người Nga thi đấu cho FC Veles Moskva.

## Sự nghiệp câu lạc bộ
Anh có màn ra mắt tại Giải bóng đá chuyên nghiệp quốc gia Nga cho FC Veles Moskva vào ngày 19 tháng 7 năm 2017 trong trận đấu với F.K. Spartak Kostroma.